# 1088 Mitaka
1088 Mitaka là một tiểu hành tinh bay quanh Mặt Trời. Ban đầu nó có tên là 1927 WA. Nó được đặt tên theo tên của thành phố Mitaka.